# Informationssamfund
 Der er for få eller ingen kildehenvisninger i denne artikel, hvilket er et problem. Du kan hjælpe ved at angive troværdige kilder til de påstande, som fremføres i artiklen.

I et informationssamfund er produktion, distribution og behandling af information en central økonomisk og kulturel aktivitet i samfundet, eksempelvis indfanget i frasen vidensøkonomi.

Det nye samfund vi bevæger os ind i karakteriseres ved, at toldbarrierer falder, nye markeder åbner, og mere avanceret teknologi er i brug. Kombinationen af industriel teknologi, digitalisering og en friere verdenshandel spiller en stor rolle i udviklingen og for fremtiden. Nationale grænser synes mindre vigtige, og flere virksomheder vil have hele verden som deres marked.
| Samfundsvidenskab | Spire Denne artikel om samfundsvidenskab er en spire som bør udbygges. Du er velkommen til at hjælpe Wikipedia ved at udvide den. |